# Charles Jacobus
Charles Jacobus (28 de junho de 1859 — 7 de dezembro de 1929) foi um atleta estadunidense que competiu em provas de roque.
Jacobus é o detentor de uma medalha olímpica, conquistada na edição norte-americana, os Jogos de St. Louis, em 1904. Nesta ocasião, superou os compatriotas Smith Streeter e Charles Brown, para encerrar como campeão.